# 예비심문
예비신문(豫備訊問 voir dire)
중세 프랑스어에서 나온 말로 보통법 국가에서 재판 전에 배심원들을 사전에 배경 및 조사하는 것을 말한다. 변호사들은 배심원들의 편견이나 선입견 유무를 조사하며 이에 따라 배심원을 기피할 수 있다.